# Робот-поліцейський 3
«Робот-поліцейський 3» (англ. RoboCop 3) — американський фантастичний бойовик режисера Фреда Деккера, продовження попередніх двох фільмів про Робокопа.
Головні ролі виконали Роберт Берк, Ненсі Ален і Джон Кастл. Бюджет фільму склав 22 млн доларів, касові збори — трохи більше 10 млн.

## Сюжет
Фільм починається випуском новин, де показуються будівництво Дельта-Сіті в Детройті корпорацією OCP для облаштування нових робочих місць. Для цього OCP насильно виселяє містян з будинків, застосовуючи нові поліцейські сили. Масові повстання проти переселень набувають характеру війни з корпорацією.
Повстанці викрадають зброю, що дає їм змогу на рівних битися з поліцією. На підмогу прибуває Робокоп і рятує життя Енн Люїс, попри наказ. Робокопа планують приєднати до команди з переселення, тому, аби він слухався наказів, вирішують стерти пам'ять. В пошуках повстанців Робокоп заходить до церкви, але знаходить там тих, що втратили житло. За ними приїжджає служба переселення, що стає для Робокопа суперечністю — захищати народ чи служити OCP. Він обирає знищити автомобілі корпорації, нікого не вбиваючи. В ході наступної перестрілки Енн отримує поранення і помирає. Робокоп іде з повстанцями через каналізацію та мінує входи. OCP постановляє знищити Робокопа.
Тим часом японська корпорація Kanemitsu присилає свого елітного бійця Отомо для боротьби з повстанцями, котрий виявляється кіборгом. Робокопа вдається полагодити при допомозі співробітниці поліції і стерти директиву не шкодити офіцерам OCP. Також вони добувають прототип реактивного ранця.
Робокоп приходить у відділок з вимогою привести його до служби переселення. Він спалює офіс служби і довідується місцерозташування Пола МакДаггета, командира служби переселення. Однак МакДаггет тікає, а Робокоп конфіскує автомобіль для погоні.
Сховок повстанців знаходить служба переселення, поліція відмовляється приєднуватися до операції та демонстративно викидає свої жетони. Тоді OCP наймає бандитів. Робокоп прибуває на спалену базу повстанців, де на нього чекає японський кіборг Отомо. Робокоп втрачає руку, але все ж перемагає Отомо. Він надягає реактивний ранець і прилітає на допомогу повстанцям з поліцією. В штаб-квартирі OCP на нього чекають серійні моделі Отомо, повстанці встигають передати кіборгам команду атакувати одне одного. В Отомо активовується система самознищення, Робокоп відлітає, схопивши повстанців, а штаб-квартиру знищує вибух.
Пан Канеміцу прибуває в Детройт, де, побачивши Робокопа, схиляється перед ним в знак пошани. На підлабузницьку спробу екс-президента OCP звернутися до нього на ім'я Мерфі Робокоп відповідає: «Друзі звуть мене Мерфі. Ви звіть мене Робокопом!»

## У ролях
| Актор             | Роль                    |
| ----------------- | ----------------------- |
| Роберт Джон Берк  | Робокоп                 |
| Ненсі Аллен       | Енн Льюїс               |
| Ріп Торн          | Генеральний директор    |
| Джон Касл         | Пол МакДаггетт          |
| Стівен Рут        | Кунц                    |
| Сі Сі Ейч Паундер | Берта                   |
| Деніел фон Барген | Морено                  |
| Ремі Райан        | Нікко                   |
| Роберт Дукуй      | Сержант Воррен Рід      |
| Маріо Мачадо      | Кейсі Вонг              |
| Джоді Лонг        | мати Нікко              |
| Джон Позі         | батько Нікко            |
| Мако              | Канемітсу               |
| С.Д. Немет        | Біксбі Снайдер          |
| Едіт Айві         | літня жінка в халаті    |
| Кертіс Тейлор     | реабілітація 1          |
| Джадсон Вон       | Зейтц                   |
| Кен Стронг        | патруль реабілітації    |
| Стенлі Андерсон   | Зак                     |
| Кенні Раскін      | охоронець контролер     |
| Блейз Корріген    | офіцер на складі        |
| Джефф Гарлін      | Джек з пончиком         |
| Лі Аренберг       | Hold-Up Man             |
| Ренді Рендольф    | поліцейський у магазині |
| Шейн Блек         | Доннеллі                |
| Джон Нескі        | Дженсен                 |
| Рендолл Тейлор    | Starkweather            |
| Джеймс Лорінз     | стривожений водій       |
| Брайан Мерсер     | сплатерпанк 1           |
| Кеннет Пол Джонс  | сплатерпанк 2           |

| Актор               | Роль                       |
| ------------------- | -------------------------- |
| Фелтон Перрі        | Джонсон                    |
| Бредлі Вітфорд      | Флек                       |
| Даг Ясуда           | помічник Канемітсу         |
| Брюс Лок            | Отомо                      |
| Марк Гоуен          | юрист                      |
| Томас Р. Бойд       | Hooker                     |
| Едді Біллапс        | людина за столом           |
| Джилл Хеннессі      | доктор Марі Лазарус        |
| Гордон Марк         | Teckie in Robochamber      |
| Енджи Боллінг       | Елен Мерфі                 |
| Грасіела Марін      | поліцейський у бронежилеті |
| Майкл Х. Мосс       | реабілітація               |
| Дайан Батлер        | жінка на відеофоні         |
| Девід де Фріз       | Яппі                       |
| Гарі Баллок         | клерк АЗС                  |
| Вілбур Фіцджералд   | бунтівник з візком зброї   |
| Бет Барнс           | молода повія               |
| Лонні Р. Сміт       | реабілітація у готелі      |
| Томмі Чаппелль      | ресепшн готелю             |
| Рік Сіман           | водій реабілітації         |
| Рон Леггетт         | сутенер                    |
| Ева ЛаРю Каллахан   | Деббі Дікс                 |
| Алекс Ван           | Rehabilitation in War Room |
| Бенжамін Андерсон   | клієнт ресторану           |
| Ронні Джей Лейпольд | член банди                 |
| Д. Тейлор Лоб       | підліток Яппі              |
| Насір Рахім         | спецпризначенець           |
| Стефен Роллінз      | OCP Вільямсон              |
| Тімоті Аарон Стайлз | бунтівник                  |

## Українське закадрове озвучення
- Старе багатоголосе закадрове озвучення студії «Так Треба Продакшн» на замовлення телекомпанії «Інтер» (2005). Ролі озвучували: Анатолій Зіновенко, Олег Стальчук, Володимир Терещук та Олена Бліннікова.
- Нове багатоголосе закадрове озвучення студії «Так Треба Продакшн» на замовлення телекомпанії «ICTV» (2013). Ролі озвучували: Анатолій Пашнін, Олег Стальчук, Олена Бліннікова та Світлана Шекера.
- Двоголосе закадрове озвучення студії «1+1» (2011). Ролі озвучували: Олександр Завальський та Наталя Ярошенко.

## Знімальна група
- Режисер — Фред Деккер
- Сценарист — Френк Міллер, Фред Деккер, Едвард Ноймайєр
- Продюсер — Патрік Краулі, Джейн Бартелм, Ендрю Дж. Ла Марка
- Композитор — Безіл Поледуріс

## Цікаві факти
- Пітер Веллер відмовився знову грати Робота-поліцейського через зйомки в картині Девіда Кроненберга «Обід голяка» (1991).
- Фільм був знятий в 1991 році, але випустили його тільки 5 листопада 1993 року. Причина такої затримки полягає у банкрутстві кінокомпанії «Orion», що займалася дистрибуцією картини.
- Зйомки проходили в Атланті, де в той час вже починали готуватися до Олімпійських ігор 1996 року. Більшість пустих будівель, показаних у фільмі, — це будинки, що підлягають знесенню.

## Саундтрек
| Список треків | Список треків               | Список треків |
| #             | Назва                       | Тривалість    |
| ------------- | --------------------------- | ------------- |
| 1.            | «Main Title/The Resistance» | 2:36          |
| 2.            | «Robo Saves Lewis»          | 3:56          |
| 3.            | «Resistance Base»           | 1:36          |
| 4.            | «Otomo Underground»         | 1:51          |
| 5.            | «Murphy's Memories»         | 4:37          |
| 6.            | «Robo Fights Otomo»         | 4:29          |
| 7.            | «Nikko and Murphy»          | 1:53          |
| 8.            | «Death of Lewis»            | 3:49          |
| 9.            | «Sayonara, McDaggit»        | 3:40          |
| 28:26         |                             |               |